# Głuptak białobrzuchy
Głuptak białobrzuchy (Sula leucogaster) – gatunek dużego ptaka morskiego z rodziny głuptaków (Sulidae).

## Systematyka
Gatunek ten w 1781 roku opisał Buffon w 16. tomie Histoire Naturelle des Oiseaux pod zwyczajową francuską nazwą Le Petit Fou. Został on też zilustrowany w jednym z zeszytów Planches enluminées d’histoire naturelle – atlasu ptaków ukazującego się w latach 1765–1780, będącego uzupełnieniem publikacji Buffona; tablica barwna przedstawiająca głuptaka białobrzuchego nosiła numer 973, podpisano ją Le Fou, de Cayenne, to znaczy, że okaz typowy pochodził z Kajenny (obecnie Gujana Francuska). Nazwę zgodną z zasadami nazewnictwa binominalnego (Pelecanus Leucogaster) nadał temu ptakowi Pieter Boddaert, który w swej publikacji z 1783 roku przydzielił binominalne nazwy wszystkim 1008 gatunkom zilustrowanym w Planches enluminées d’histoire naturelle (wiele z tych nazw utworzył sam). Obecnie gatunek zaliczany jest do rodzaju Sula.
Tradycyjnie wyróżniano zazwyczaj cztery podgatunki – nominatywny, brewsteri, etesiaca i plotus; opisano też nieuznawane obecnie podgatunki nesiotes, rogersi, yamashinae i albiceps. Badania wykazały jednak, że S. l. brewsteri (głuptak siwogłowy) powinien zostać podniesiony do rangi gatunku na podstawie różnic w morfologii oraz rzadkości tworzenia par mieszanych w miejscach współwystępowania z podgatunkiem plotus. Decyzja o rozdzieleniu tych gatunków została w 2024 roku ostatecznie zaakceptowana przez North American Classification Committee (NACC). Sporny pozostaje status podgatunku etesiaca – NACC przydzielił go bowiem do S. brewsteri, ale Międzynarodowy Komitet Ornitologiczny (IOC) pozostawił go w S. leucogaster. Z kolei Międzynarodowa Unia Ochrony Przyrody (IUCN) rozdzielenia tych gatunków jeszcze nie uwzględniła w swojej Czerwonej księdze gatunków zagrożonych.

## Morfologia

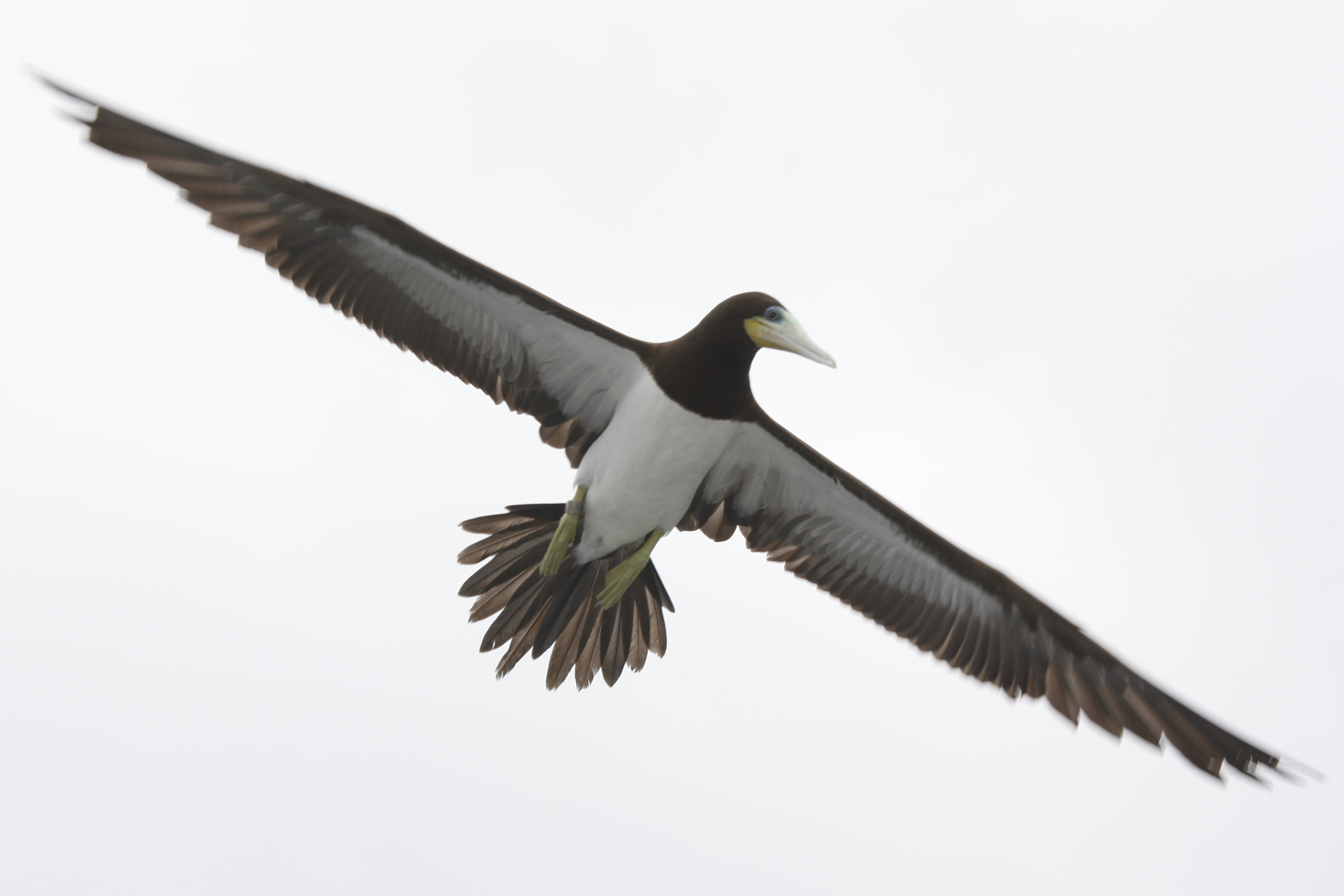
Głuptak białobrzuchy w locie

Długość ciała 64–74 cm, rozpiętość skrzydeł 132–150 cm; masa ciała 724–1550 g. Samice są większe i cięższe od samców. Z wyjątkiem białych piersi i brzucha oraz białawych pokryw podskrzydłowych ubarwiony jest na kolor czekoladowobrązowy. Oczy srebrzyste lub żółtawe.

## Występowanie
Zamieszkuje tropikalne i subtropikalne wyspy, wybrzeża i wody oceanów Atlantyckiego, Indyjskiego i Spokojnego.
W Polsce po raz pierwszy zaobserwowano go 30 września 2023 roku w Niechorzu w woj. zachodniopomorskim; Komisja Faunistyczna Sekcji Ornitologicznej Polskiego Towarzystwa Zoologicznego zaakceptowała to stwierdzenie i wciągnęła głuptaka białobrzuchego na Listę awifauny krajowej.

## Ekologia

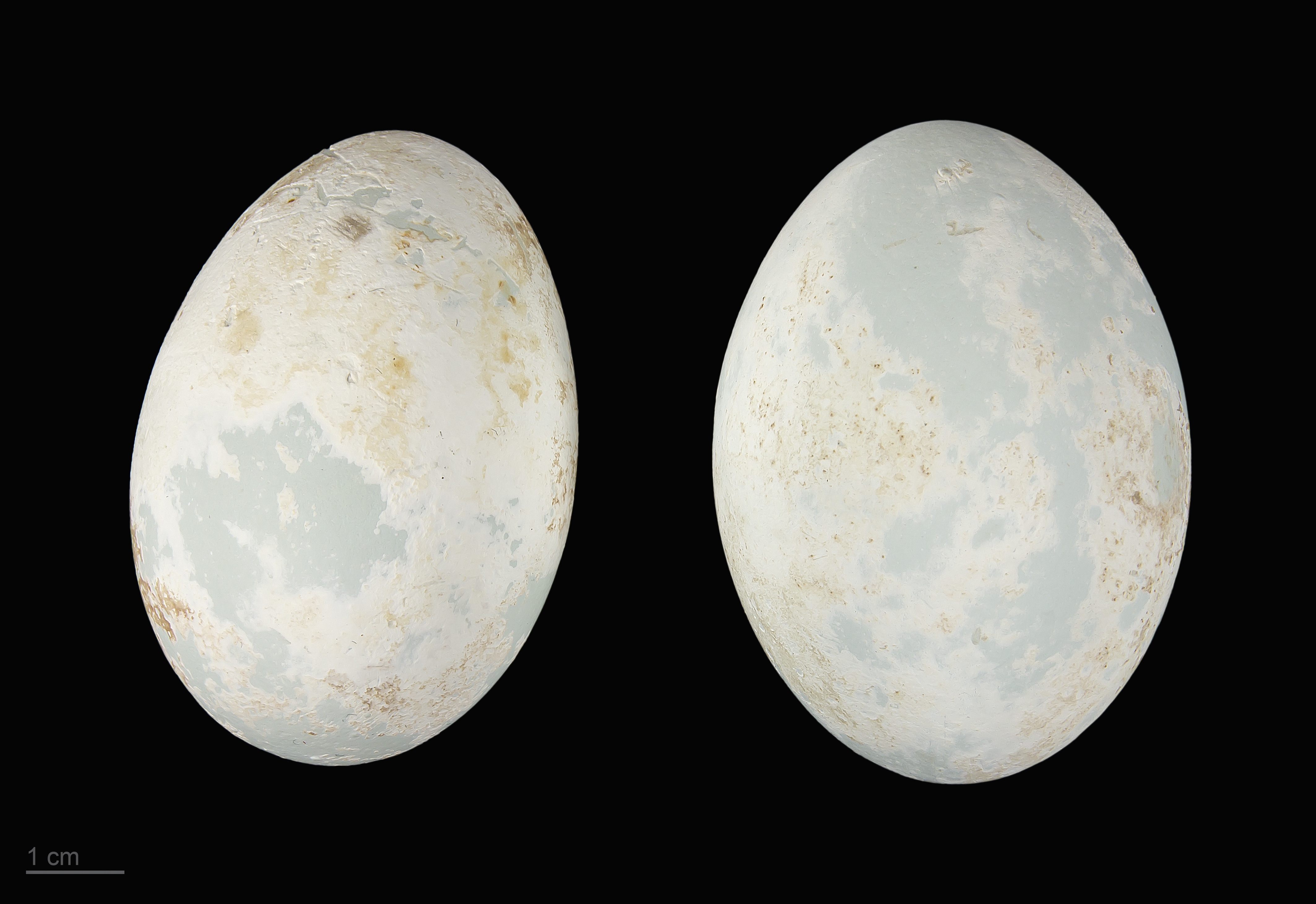
Jaja z kolekcji muzealnej

RozmnażanieLęgi w zależności od miejsca występowania odbywa przez cały rok, sezonowo lub oportunistycznie. Gniazduje w koloniach, choć są one zwykle mniej liczne niż te u innych przedstawicieli rodzaju Sula.
PożywienieŻeruje zwykle na wodach przybrzeżnych. Jego dieta składa się głównie z latających ryb i kałamarnic, ale także z półdziobcowatych, ryb z rodzaju Mugil czy  sardeli (Engraulis).

## Status
W Czerwonej księdze gatunków zagrożonych IUCN głuptak białobrzuchy jest klasyfikowany jako gatunek najmniejszej troski (LC – Least Concern). Liczebność populacji szacowano w 1992 roku na ponad 200 tysięcy osobników. Trend liczebności populacji oceniany jest jako spadkowy.

## Podgatunki
Wyróżnia się dwa lub trzy podgatunki S. leucogaster:
- S. leucogaster leucogaster (Boddaert, 1783) – wyspy w południowej części Zatoki Meksykańskiej, Karaiby, tropikalne rejony Oceanu Atlantyckiego[2]
- S. leucogaster plotus (J.R. Forster, 1844) – Morze Czerwone i tropikalny Ocean Indyjski (głównie część zachodnia) na wschód po północną Australię i środkowy Pacyfik[2]

Podgatunek sporny:
- S. leucogaster etesiaca Thayer & Bangs, 1905 – wilgotne rejony Ameryki Centralnej od strony Pacyfiku i północno-zachodniej Ameryki Południowej (na południe po południową Kolumbię)[2]